# Mexikanska rallyt 2008
Mexikanska rallyt 2008 är den tredje deltävlingen i Rally-VM 2008 och det 22:a Mexikanska rallyt i ordningen. Det äger rum 29 februari – 2 mars nordost om León de los Aldama.

## Slutställning
| Plac. | Förare             | Kartläsare          | Bil              | Tid       | Tidsskillnad | Poäng |
| ----- | ------------------ | ------------------- | ---------------- | --------- | ------------ | ----- |
| 1.    | Sébastien Loeb     | Daniel Elena        | Citroën C4       | 3.33.29,9 | -            | 10    |
| 2.    | Chris Atkinson     | Stéphane Prévot     | Subaru Impreza   | 3.34.36,0 | 1.06,1       | 8     |
| 3.    | Jari-Matti Latvala | Miikka Anttila      | Ford Focus RS    | 3.35.09,6 | 1.39,7       | 6     |
| 4.    | Mikko Hirvonen     | Jarmo Lehtinen      | Ford Focus RS    | 3.37.08,6 | 3.38,7       | 5     |
| 5.    | Henning Solberg    | Cato Menkerud       | Ford Focus RS    | 3.38.27,8 | 4.57,9       | 4     |
| 6.    | Matthew Wilson     | Scott Martin        | Subaru Impreza   | 3.39.58,8 | 6.28,9       | 3     |
| 7.    | Federico Villagra  | Jorge Pérez Companc | Ford Focus RS    | 3.52.32,9 | 19.03,0      | 2     |
| --    | Ricardo Triviño    | Checo Salom         | Peugeot 206      | 3.54.47,2 | 21.17,3      | -     |
| 8.    | Sébastien Ogier    | Julien Ingrassia    | Citroën C2 S1600 | 3.58,54,8 | 25.24,9      | 1     |

## Specialsträckor
| Dag        | Etapp | Namn            | Längd    | Vinnare                  | Tid                      | Snitthast.               | Rallyledare |
| ---------- | ----- | --------------- | -------- | ------------------------ | ------------------------ | ------------------------ | ----------- |
| 1 (29 feb) | SS1   | Alfaro 1        | 22,96 km | J. Latvala               | 14.14,6                  | 96,7 km/h                | J. Latvala  |
| 1 (29 feb) | SS2   | Ortega 1        | 23,83 km | S. Loeb                  | 14.11,8                  | 100,7 km/h               | J. Latvala  |
| 1 (29 feb) | SS3   | El Cubilete 1   | 18,87 km | S. Loeb                  | 11.51,5                  | 95,5 km/h                | J. Latvala  |
| 1 (29 feb) | SS4   | Alfaro 2        | 22,96 km | P. Solberg               | 14.02,5                  | 98,1 km/h                | J. Latvala  |
| 1 (29 feb) | SS5   | Ortega 2        | 23,83 km | J. Latvala               | 14.00,1                  | 102,1 km/h               | J. Latvala  |
| 1 (29 feb) | SS6   | El Cubilete 2   | 18,87 km | J. Latvala               | 11.45,5                  | 96,3 km/h                | J. Latvala  |
| 1 (29 feb) | SS7   | Super Special 1 | 2,21 km  | P. Solberg               | 1.41,7                   | 78,2 km/h                | J. Latvala  |
| 1 (29 feb) | SS8   | Super Special 2 | 2,21 km  | S. Loeb                  | 1.42,0                   | 78,0 km/h                | J. Latvala  |
| 2 (1 mar)  | SS9   | Ibarilla 1      | 29,90 km | S. Loeb                  | 18.35,7                  | 96,5 km/h                | J. Latvala  |
| 2 (1 mar)  | SS10  | Duarte 1        | 23,27 km | S. Loeb                  | 18.19,6                  | 76,2 km/h                | S. Loeb     |
| 2 (1 mar)  | SS11  | Derramadero 1   | 23,28 km | D. Sordo                 | 14.04,6                  | 99,2 km/h                | S. Loeb     |
| 2 (1 mar)  | SS12  | Ibarilla 2      | 29,90 km | S. Loeb                  | 18.21,0                  | 97,8 km/h                | S. Loeb     |
| 2 (1 mar)  | SS13  | Duarte 2        | 23,27 km | D. Sordo                 | 17.56,2                  | 77,8 km/h                | S. Loeb     |
| 2 (1 mar)  | SS14  | Derramadero 2   | 23,28 km | H. Solberg               | 13.52,9                  | 100,6 km/h               | S. Loeb     |
| 2 (1 mar)  | SS15  | Super Special 3 | 2,21 km  | H. Solberg S. Loeb       | 1.41,9                   | 78,1 km/h                | S. Loeb     |
| 2 (1 mar)  | SS16  | Super Special 4 | 2,21 km  | C. Atkinson S. Loeb      | 1.40,8                   | 78,9 km/h                | S. Loeb     |
| 3 (2 mar)  | SS17  | León            | 16,09 km | J. Latvala               | 10.43,3                  | 90,0 km/h                | S. Loeb     |
| 3 (2 mar)  | SS18  | Guanajuatito    | 22,30 km | Struken av säkerhetsskäl | Struken av säkerhetsskäl | Struken av säkerhetsskäl | S. Loeb     |
| 3 (2 mar)  | SS19  | Comanjilla      | 17,88 km | M. Hirvonen              | 10.12,7                  | 105,1 km/h               | S. Loeb     |
| 3 (2 mar)  | SS20  | Super Special 5 | 4,42 km  | D. Sordo                 | 3.19,3                   | 79,8 km/h                | S. Loeb     |